# Melampyrum barbatum
Melampyrum barbatum är en snyltrotsväxtart som beskrevs av Franz de Paula Adam von Waldstein-Wartemberg, Amp; Kit. och Carl Ludwig von Willdenow. Melampyrum barbatum ingår i släktet kovaller, och familjen snyltrotsväxter. Inga underarter finns listade i Catalogue of Life.

## Bildgalleri

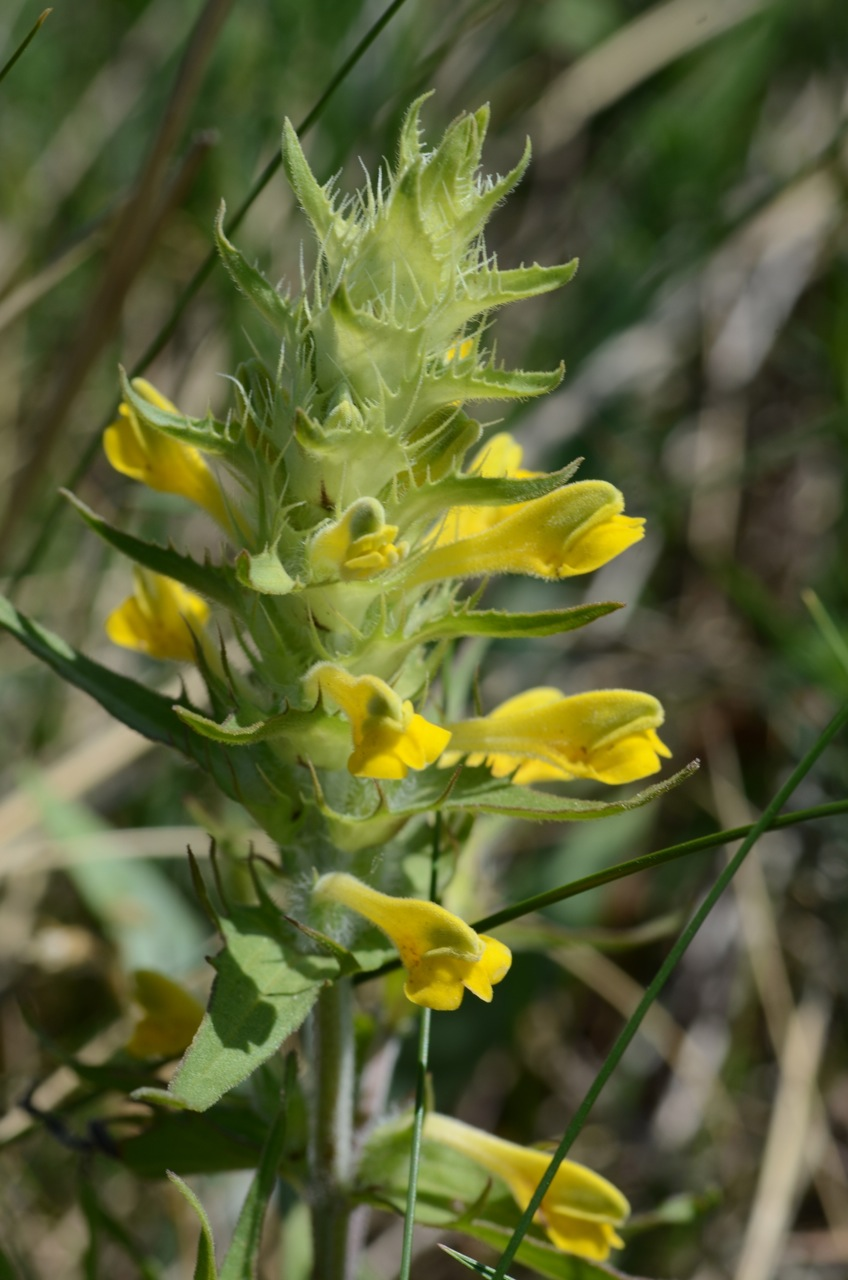
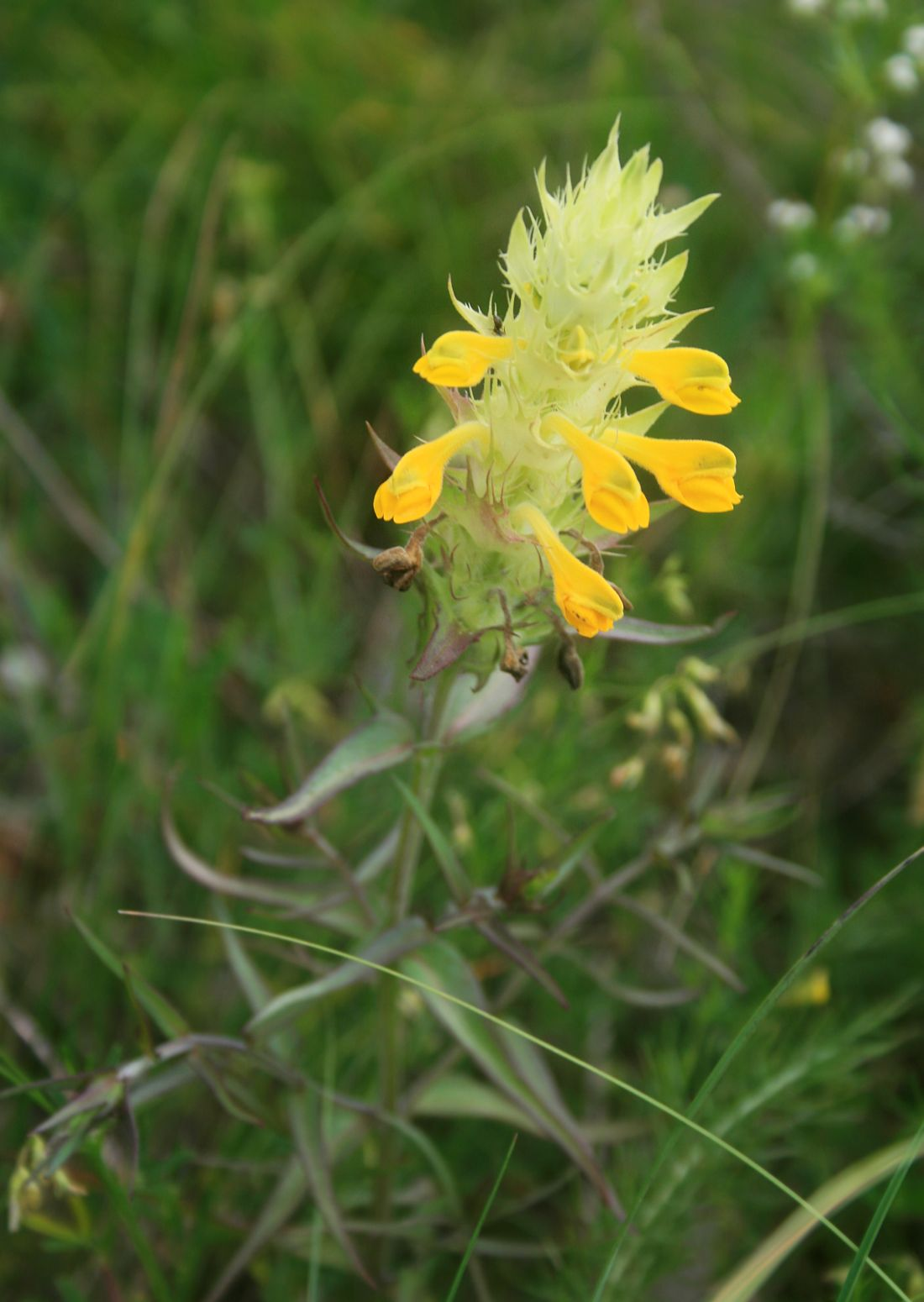
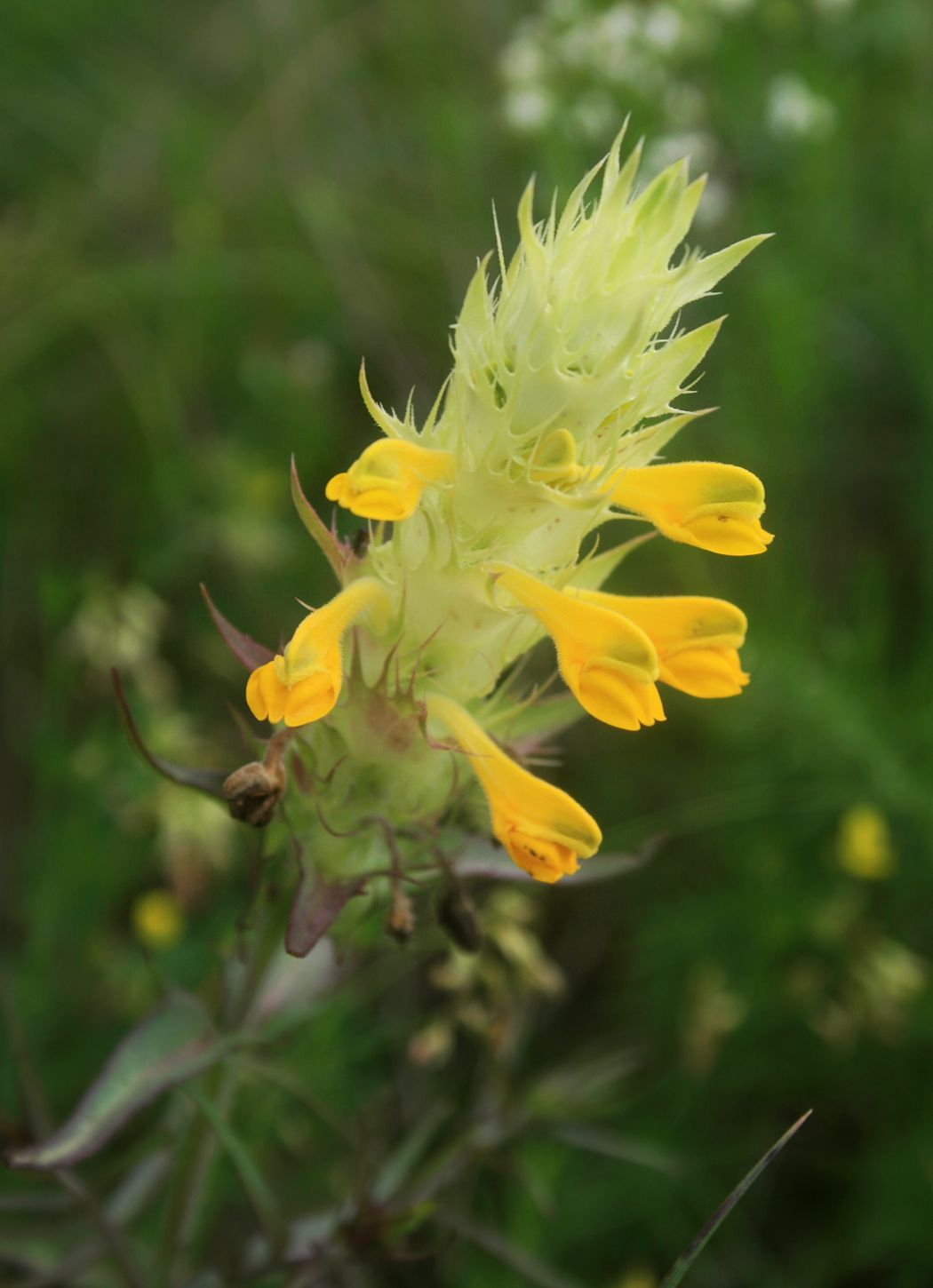
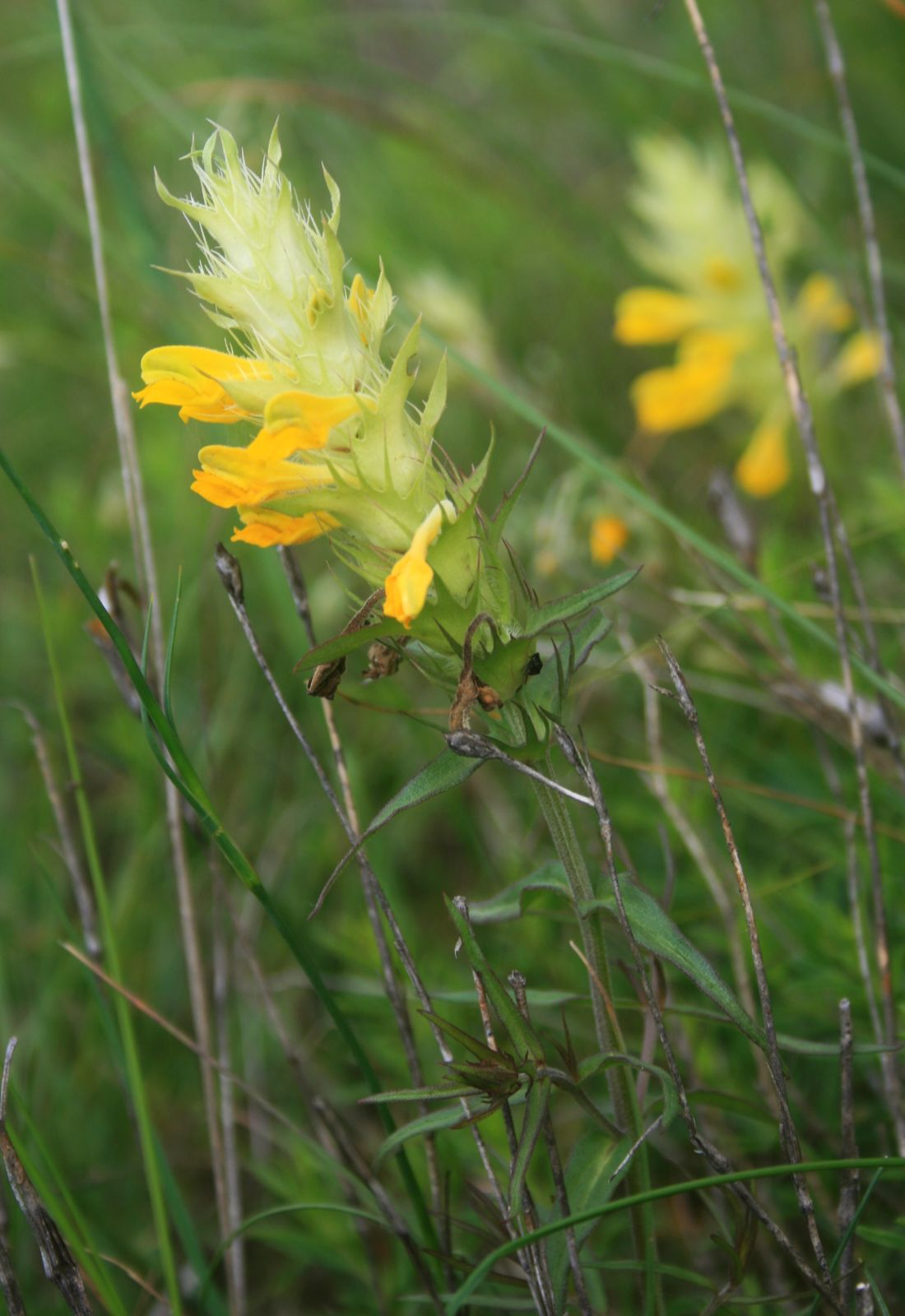
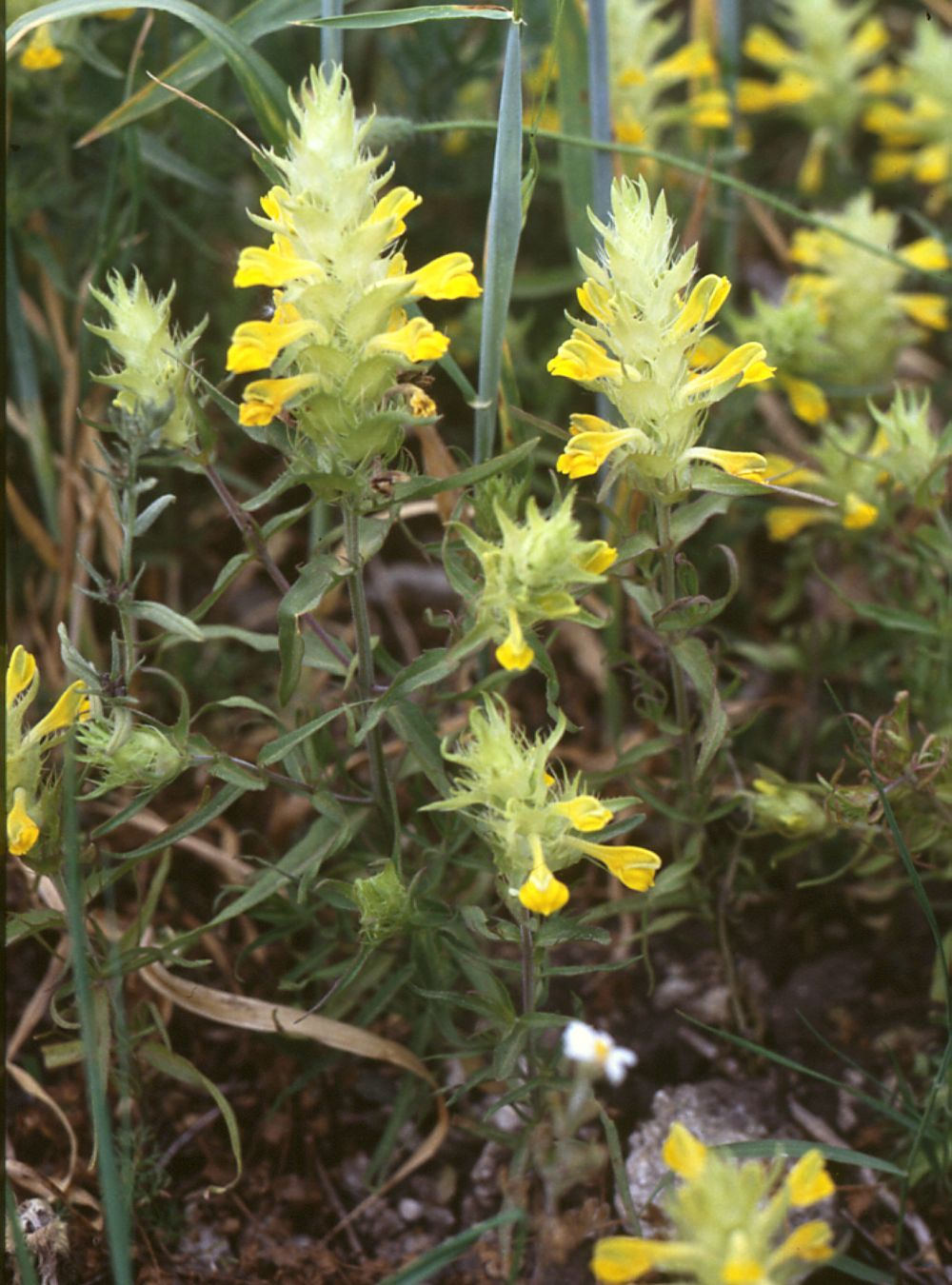